# Водяна Могила
Водяна Могила - курган скіфської знаті IV століття до н.е. біля села Кам'янка Апостолівського району Дніпропетровської області, входить в групу Завадських Могил. Курган був досліджений Орджонікідзевською експедицією ІА АН УССР протягом липня-серпня 1986 року. Очолив експедицію Борис Мозолевський. Склад експедиції: Б.М. Мозолевський, А.В. Ніколова, С.В. Полін, В.М. Левченко, С.І. Круц, Є.Ю. Батуревич, Г.І. Лисенко та ін.

## Походження назви
Водяна Могила знаходилась в Південно-Східній частинні Кам'янського курганного поля на вододілі між двома урочищами за 6 км на Північний Схід від с. Кам'янка. Західне урочище Криничка спускається в долину річки Кам'янка, а Північно-Східна називається Водяне, яка спускається в долину р. Базавлучок - права притока р. Базавлук. Курган був названий Б.М. Мозолевським за назвою урочища - Водяне.

## Загальна характеристика
Висота кургану складала 6,5 метра від рівня давнього горизонту, а діаметр досягав 60 метрів. Насип Водяної Могили мав вигляд зрізаного конуса з трохи видовженим південним схилом, інші схили були досить крутими. Вершина кургану сплощена в результаті руйнування грабіжницьким розкопом. Взагалі, то курган грабувався двічі, один раз ще в скіфський час, а другий раз в XIX столітті. В південному і західному схилах зафіксовано великі обсипані ями недавнього походження. В стінках південної ями були виявлені залишки кам'яного насипу, який лежав по схилу кургану вище крепіди. Крепіда значною мірою була вибрана жителями навколишніх сіл. В результаті чого навколо кургану утворилася тераса з ґрунту викинутого під час викопування каміння. На розораному полі біля західнохо схилу кургану було зібрано велику кількість дрібних фрагментів амфор розбитих під час проведення тризни.

## Дослідження кургану

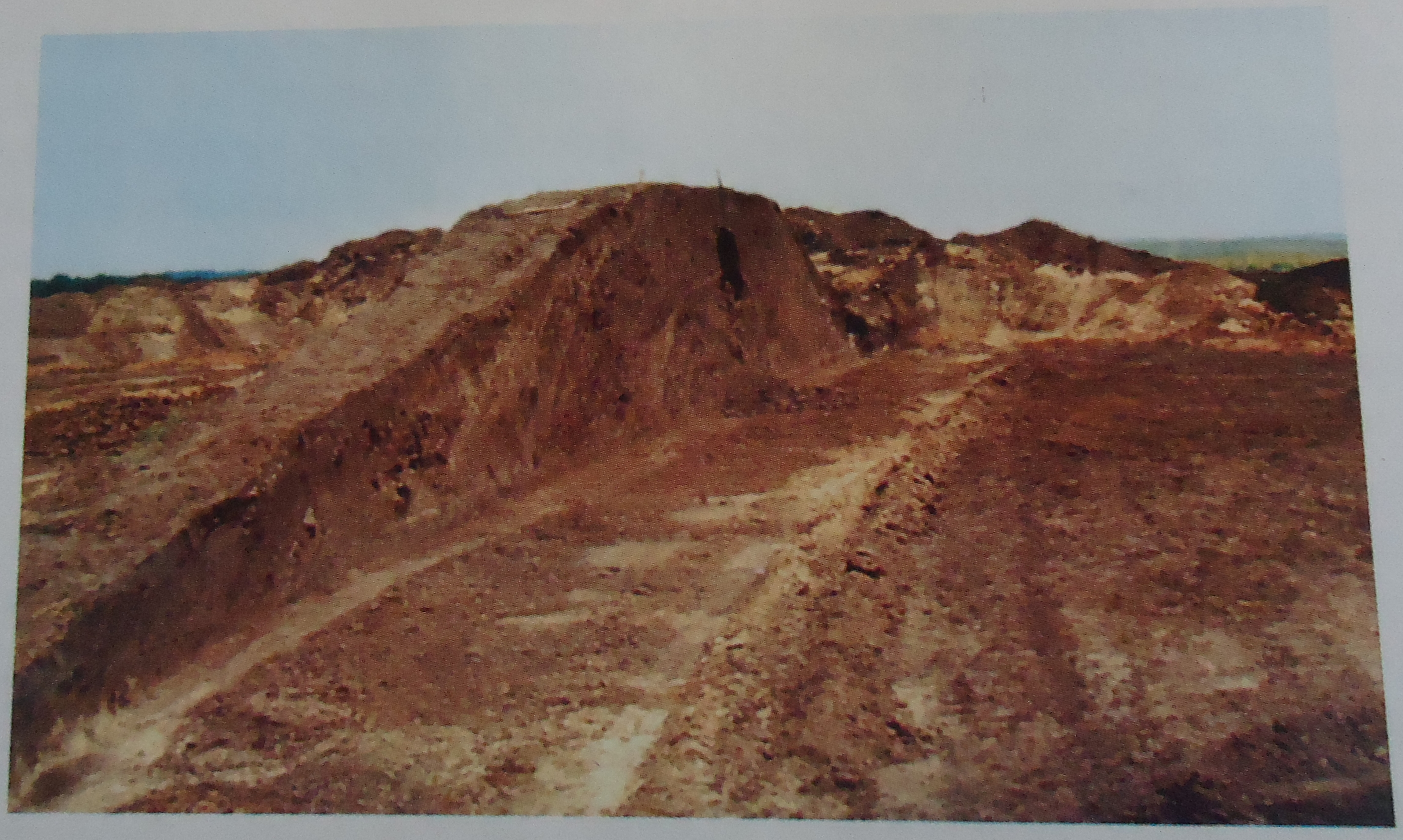
Профіль кургану.

В дослідження курнганного насипу був використаний метод розкопу великих курганів паралельними траншеями. Але в зв'язку з тим, що південний схил кургану був сильно зіпсований великою ямою, то центральну траншею довелося провести через центр кургану, по лінії північ-південь, в результаті чого стінки траншеї були зміщені на схід і захід  від геометричного центру кургану. Ширина траншеї - 5,5 метрів. Спочатку планувалося і на схід, і на захід від центральної траншеї залишити бровки на всю висоту, але в процесі розкопок довелося відмовитися від цього, через сильну рихлість ґрунту. В процесі розкопок було отримано п'ять профілів насипу, які дозволили досить точно вивчити особливості його конструкції. Під насипом була відкрита єдина гробниця в кургані (поховання №3) в супроводі похованих коней та вершника в окремих могилах (відповідно поховання №2 і №1). Курган був оточений кільцевим ровом, викопаним в материкові, який на час дослідження знаходився вже під схилами кургану, і частково за їх межами.

## Опис кургану та знахідок

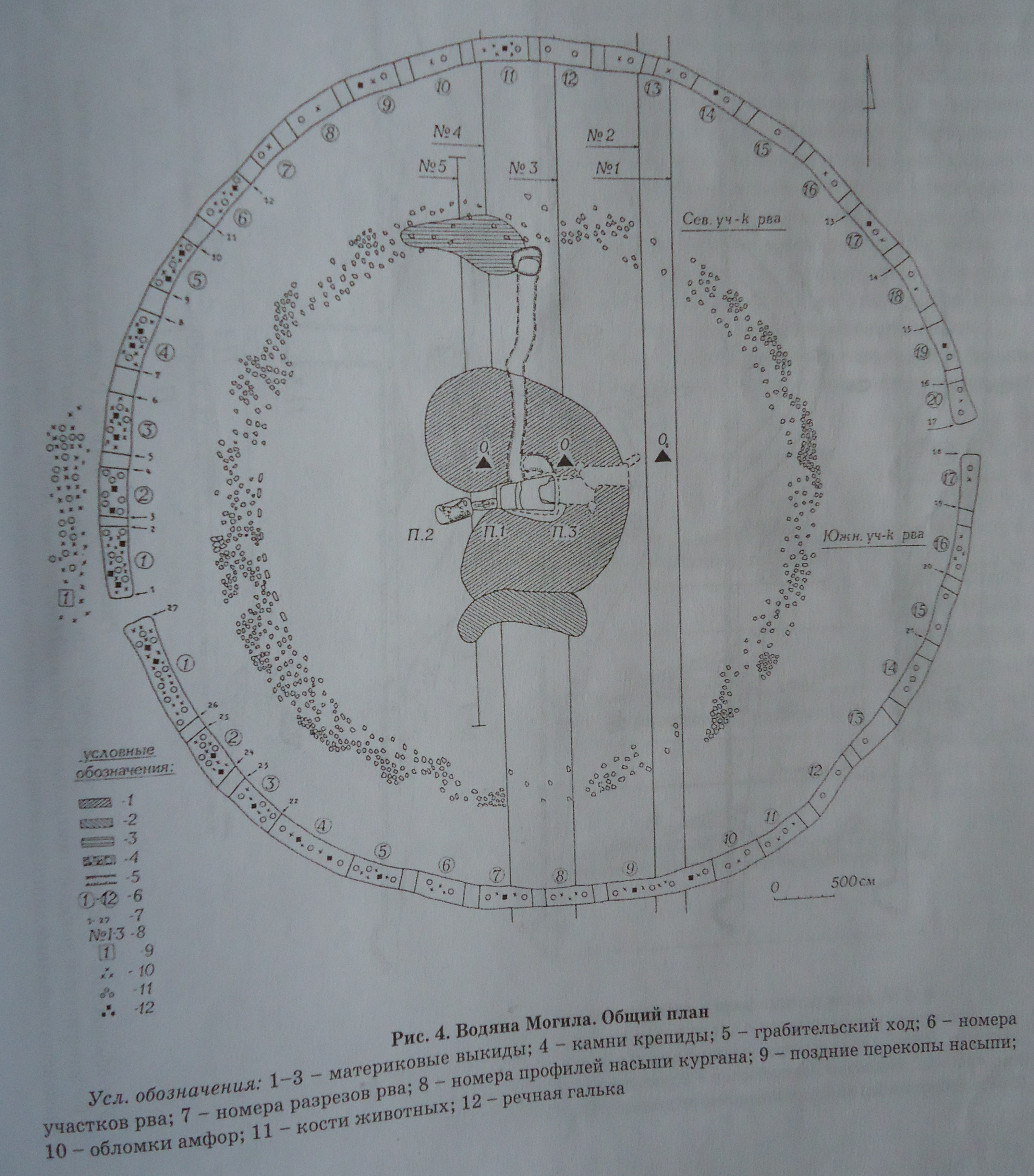
План кургану. За Мозолевським

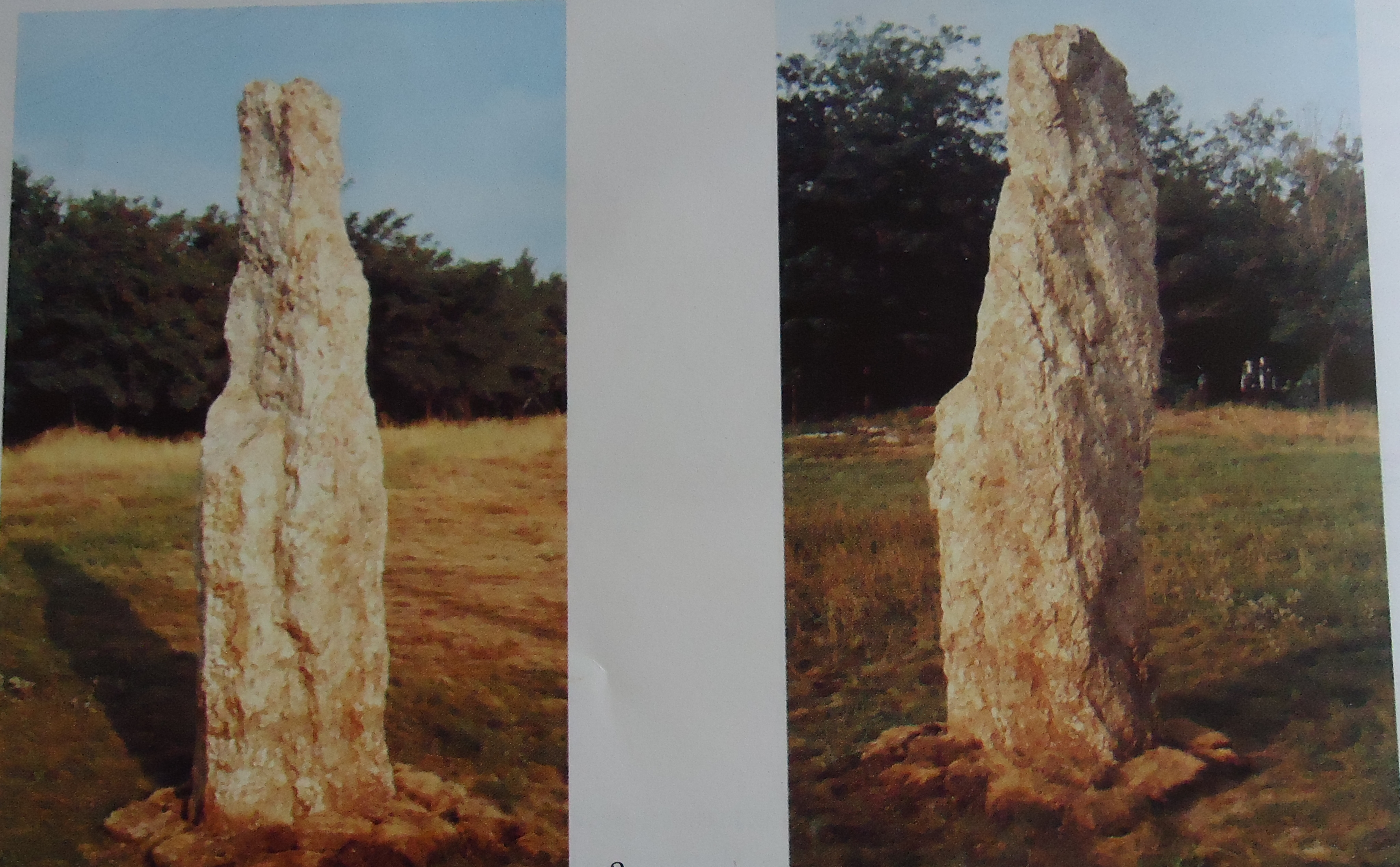
Кам'яний менгір з вершини кургану

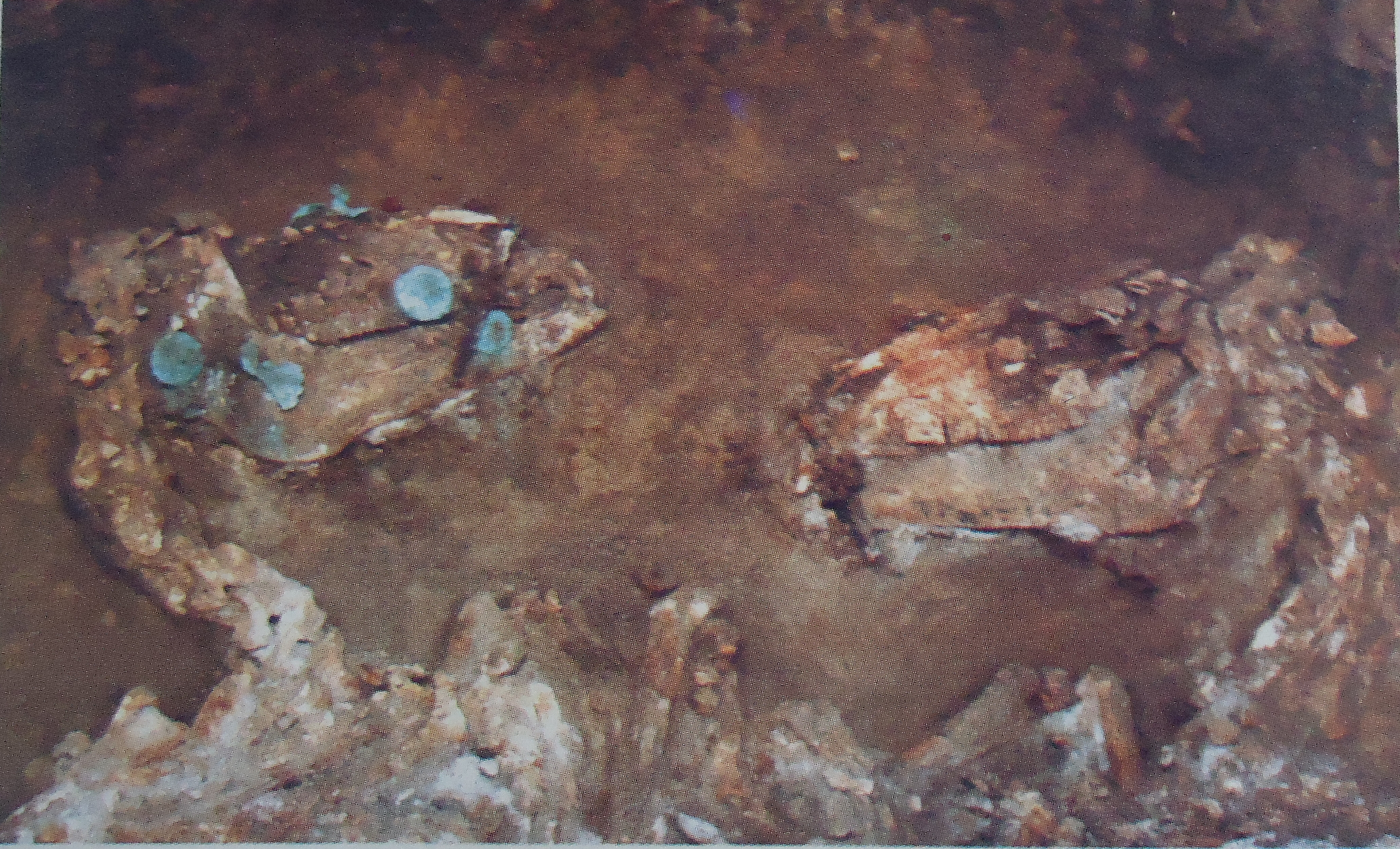
Прикраси вузди на головах коней.

В цілому для кургану Водяна Могила характерні всі конструктивні особливості, що й для більшості скіфських курганів - центральне поховання, поховання залежної особи та коней, крепіда, рів, кам'яна скульптура. Як було згадано раніше, що курган двічі був пограбований в результаті чого досить сильно спотворена стратиграфія насипу, особливо грабіжницьким розкопом на вершині кургану. Грабіжники повністю пограбували центральне поховання, тому в кургані Водяна Могила не знайдено коштовних речей, чи будь-яких інших прикрас, хоча з впевненістю можна сказати, що цей курган належить дуже заможному скіфу. Ряд артефактів було знайдено в інших двох похованнях. В похованні вершника, яке розташоване на відстані 0,3 метра на захід від вхідної ями основної гробниці. В ямі з розмірами 2,0 х 0,65 м, був похований юнак, біля його лівої руки був знайдений сагайдак зі стрілами. До західної стінки поховання юнака прилягало поховання двох коней, орієнтованих головами до центрального поховання. На головах коней були знайдені елементи вуздечки виготовлені з бронзи та заліза. Кістки з центрального поховання буле знайдені в засипці грабіжницьких ходів, як виявилося кістки чоловіка та жінки.
Кам'яний менгір. На вершині кургану в обваленій грабіжницькій ямі було знайдено кам'яний менгір. Кам'яний менгір з Водяної Могили за класифікацією В.С. Ольховського і Г.Л. Євдокимова відноситься до категорії неантропоморфних гранітних скіфських стел без зображень, які з'явилися на початку IV ст. до н.е.. Серія таких знахідок налічує усього лише 4 екземпляри. Як і на інших курганах, менгір на Водяній Могилі використовувався середньовічними кочовиками як святилище. Про це свідчить знайдені неподалік від менгіра уламки каннелюрових амфор.